# Белое Озеро (Плесецкий район)
Белое Озеро — поселок в Плесецком районе Архангельской области.

## География
Находится в северо-западной части Архангельской области на расстоянии приблизительно 12 км на юго-восток по прямой от административного центра района поселка Плесецк.

## История
Населенный пункт появился в конце 1930-х годов при строительстве станции ведомственной Мехреньгской железной дороги. До 2021 года входил в Пуксоозерское сельское поселение до его упразднения.

## Население
Численность населения: 35 человек (88 % русские) в 2002 году, 22 в 2010.